# Гуманітарна гімназія імені Лесі Українки
Гуманітарний ліцей імені Лесі Українки — комунальний заклад загальної середньої освіти у місті Жовті Води, який існує з 1993 року.

## Історія

### Ранній період 1952 — 1993
Школа № 2 була заснована 1 вересня 1952 року. В цьому році в школі вчилися 5-7 класи. Щорічно не менше 85 % випускників школи № 2 вступали до вузів. Під час відкриття школа являла собою велику за розміром двоповерхову будівлю типового проєкту 2-02-05, включаючи заднє подвір'я. Збоку задньої сторони знаходилось частково-підземне приміщення, яке включало спортзал та кабінети фізики. Приміщення школи весь час добудовувалось: двоповерхівка з додатковими класами, їдальня, тир.

### Новий період 1993— теп. час. Гімназія.
Гімназію засновано в 1993 році на базі середньої школи № 2. Основні концептуальні засади гімназії як гуманітарного закладу нового типу були розроблені директором гімназії Ткаченком Віктором Олександровичем.
За роки свого існування гімназія залучила близько 240 тис. американських доларів позабюджетних коштів на зміцнення матеріальної бази, придбання підручників, стажування педагогів у Франції, США та навчання гімназистів за кордоном. Таку допомогу гімназії надавали Міжнародний фонд «Відродження», Українсько-американський фонд «Сейбр-Сяйво», Культурний центр Посольства Франції в Україні, Американський дім в Україні, громадські французькі організації «Альянс Франсез» та «Новий міст», Державний департамент США за програмами «Акт на підтримку Свободи», «Громадські зв'язки», «Партнери в освіті», «Українсько-американські премії за успіхи у викладанні», IREX [Архівовано 8 квітня 2019 у Wayback Machine.] та інші.
З 1999 року гімназія, залишившись на міському бюджетному фінансуванні як структурний підрозділ, увійшла до Дніпропетровського національного університету в питаннях керівництва навчальною та науково-методичною роботою, що значно зміцнило зв'язки гімназії з факультетами та кафедрами Університету, особливо в науково-дослідницькій та профорієнтаційній робот. Щороку до ДНУ вступає 25-30 випускників гімназії.
В 2003-2004 році гімназія розширила свої зв'язки з Придніпровською державною академією будівництва і архітектури в реалізації франко-українського проекту "Fleche", за яким академія готує своїх спеціалістів будівельних професій для роботи у Франції, Канаді, Алжирі. Першими учасниками цього проекту стали гімназисти Задорожня Олександра та Свереда Вікторія.
Тривалі зв'язки гімназії з Посольством Франції в Україні дали змогу залучити до спільної роботи з питань науки і культури Мішеля Максимовича (1994р.), Жерара Неро (1997р.), Фабріса Діздіє (2003р.). Викладали окремі спецкурси, проводили заняття в гімназії спеціалісти з Франції Дю Баск (1996р.), Олів'є Ортіз (1999-2001р.р.).

## Директори

#### Директори школи №2
- Маматіна Ганна Дмитрівна (1952—1953)
- Погорєлова Ніна Андріївна (1953—1954)
- Папін Феодосій Васильович (1954—1965)
- Замятін Валентин Михайлович (1965—1966)
- Винокуров Леонід Борисович (1966—1995)

#### Директор гімназії
- Ткаченко Віктор Олександрович (1995 — 2020.)
- Коржовська Світлана Йосипівна (2020 — теп. час)

## Видатні випускники
- Перьков П.Г. — міський голова, генеральний директор Східного ГЗК;
- Верхоглядова Н.І. — ректор інституту «Стратегія»;
- Волошенюк В.І. — представник України в ООН.
- Коряков Б.П. — зав. лабораторією ГМЗ;
- Карейко В.С. — начальник шахти;
- Білоус М.Н.- головний інженер шахти;
- Мастаков П.Ф. — інженер в управлінні Східного ГЗК;
- Гаєвський Г.І. — начальник цеху ГМЗ;
- Кармазіна І.В. — начмед міжнародного дитячого медичного центру «Дружба», м. Євпаторія.